# Liste der Botschafter der Vereinigten Staaten in Syrien
Der Botschafter der Vereinigten Staaten von Amerika in Syrien ist der Botschafter (bis 1952 Gesandter) der Vereinigten Staaten von Amerika in Syrien seit der Unabhängigkeit des Landes vom Vereinigten Königreich. Von 1968 bis 1971 war Syrien Teilstaat der Arabischen Union. Zwischen 1967 und 1974 waren diplomatische Beziehungen zwischen beiden Staaten auf Grund des Sechstagekrieges eingefroren. Nach dem Ausbruch des Syrischen Bürgerkrieges in Folge des Arabischen Frühlings wurde die Botschaft in Damaskus aus Sicherheitsgründen geschlossen; seitdem akkreditierten sich keine Botschafter der Vereinigten Staaten beim syrischen Präsidenten Baschar al-Assad (Stand 2022).

## Botschafter
| Amtszeit  | Name                        | Bemerkung |
| --------- | --------------------------- | --- |
| 1942–1947 | George Wadsworth II         | Diplomatic Agent/Consul General, ab 1944 Envoy Extraordinary and Minister Plenipotentiary. Zeitgleich im Jordan akkreditiert. |
| 1948–1950 | James Hugh Keeley Jr.       | Envoy Extraordinary and Minister Plenipotentiary                                                                              |
| 1950–1952 | Cavendish Wells Cannon      | Envoy Extraordinary and Minister Plenipotentiary                                                                              |
| 1952–1957 | James Sayle Moose Jr.       | Envoy Extraordinary and Minister Plenipotentiary, ab 1952 Botschafter                                                         |
| 1958      | Charles Woodruff Yost       | |
| 1961–1965 | Ridgway Brewster Knight     | Chargé d’Affaires ad interim, ab 1962 Botschafter                                                                             |
| 1965–1967 | Hugh Heyne Smythe           | |
| 1974–     | Thomas James Scotes         | Chargé d’Affaires ad interim                                                                                                  |
| 1974–1978 | Richard William Murphy      | |
| 1978–1981 | Talcott Williams Seelye     | |
| 1981–1984 | Robert Peter Paganelli      | |
| 1984–1988 | William Lester Eagleton Jr. | |
| 1988–1991 | Edward Peter Djerejian      | |
| 1991–1998 | Christopher W. S. Ross      | |
| 1999–2001 | Ryan Clark Crocker          | |
| 2002–2003 | Theodore H. Kattouf         | |
| 2004–2005 | Margaret Scobey             | |
| 2005–2006 | Stephen A. Seche            | Chargé d’Affaires ad interim                                                                                                  |
| 2006–2008 | Michael H. Corbin           | Chargé d’Affaires ad interim                                                                                                  |
| 2009–2011 | Charles F. Hunter           | Chargé d’Affaires ad interim                                                                                                  |
| 2011–2012 | Robert Stephen Ford         | |